# Abraxas discata
Abraxas discata là một loài bướm đêm trong họ Geometridae.